# Neohaemonia minnesotensis
Neohaemonia minnesotensis är en skalbaggsart som beskrevs av Askevold 1988. Neohaemonia minnesotensis ingår i släktet Neohaemonia och familjen bladbaggar. Inga underarter finns listade i Catalogue of Life.